# Campionati internazionali studenteschi di scacchi
I campionati internazionali studenteschi di scacchi sono una manifestazione a squadre annuale, volta agli studenti dei club scolastici di alcune città europee. Al momento le città invitate sono Venezia, Vienna, Colonia e Arona.

## Storia
Negli anni '90 era famoso il torneo scacchistico Alpe-Adria. A questo evento però partecipavano anche giocatori professionisti e squadre di circoli, e per le scuole che portavano i propri ragazzi spesso non c'era possibilità di podio. Durante l'edizione di Klagenfurt nel 1998, alcuni insegnanti di scacchi di Vienna e Venezia (Antonio Rosino, Alessandro Milan e Walter Rubisch) hanno avuto l'idea di organizzare un torneo simile, ma dedicato alle scuole e che doveva svolgersi in modo alternato in queste due città.
Dal 1999 quest'idea è diventata realtà. Il torneo si svolge ogni anno in un weekend in ottobre o novembre. Diverse città hanno partecipato anche solo a un paio di edizioni. 
Nel corso degli anni hanno partecipato scacchisti del calibro di Lorenzo Lodici, Federico Boscolo, e una folta schiera di giocatori over 2000 Elo.
Nel 2011 il torneo che avrebbe dovuto svolgersi a Colonia non è riuscito a partire: l'evento è quindi stato posticipato all'anno successivo. Nel 2020 l'edizione che si sarebbe dovuta tenere a Colonia è stata cancellata a causa della pandemia di SARS-CoV-2. Si è ripreso, sempre a Colonia, nel 2023 con la prima edizione post-epidemia.

### Città partecipanti
| Paese           | Città       | Località collegate                          |
| --------------- | ----------- | ------------------------------------------- |
| Italia          | Venezia     | Mestre, Chioggia, Noale, Conegliano, Padova |
| Italia          | Arona       |                                             |
| Italia          | Torino      | Asti                                        |
| Italia          | Perugia     |                                             |
| Austria         | Vienna      | St. Polten                                  |
| Austria         | Mödling     |                                             |
| Germania        | Colonia     |                                             |
| Germania        | Dortmund    |                                             |
| Repubblica Ceca | Znojmo      |                                             |
| Francia         | Montpellier |                                             |
| Ungheria        | Mezöberény  |                                             |
| Slovenia        | Pirano      |                                             |
| Slovenia        | Capodistria |                                             |

## Formato del torneo
L'evento scacchistico è diviso in due tornei: uno per i giocatori fino ai 16 anni (dal 2016 per i ragazzi fino ai 15 anni) e un altro per i ragazzi fino ai 19 anni. Ogni istituto può schierare diverse squadre; ciascuna è formata da 4 giocatori titolari più due riserve (quando un titolare non gioca gli altri scalano). A seconda delle scelte organizzative dell'anno specifico la classifica si può basare sui punteggi di squadra oppure sulla somma dei punti totalizzati da ogni componente.
Alla fine del torneo viene stilata una speciale classifica che unisce i due tornei. Vengono sommati i punti individuali totalizzati dai componenti delle due migliori squadre classificate per ogni città in ciascun torneo. La città che ha ottenuto più punti vince il torneo e si aggiudica una grande coppa argentata. Questa coppa circola tra le città vincitrici dalla prima edizione. La coppa attuale non è quella originale in quanto andò persa sotto la gestione di Vienna.
In qualche edizione sono state premiate anche le squadre femminili. Nell'edizione del 2010 a Perugia fu organizzato anche un torneo per le scuole elementari.

## Edizioni
| Ed. | Anno | Sede                      | Torneo Allievi                                                  | Torneo Juniores                                              | Città vincitrice          | Note                      |
| --- | ---- | ------------------------- | --------------------------------------------------------------- | ------------------------------------------------------------ | ------------------------- | ------------------------- |
| 1   | 1999 | Vienna                    | - Hagenmüllergasse - Franklinstrasse - Maroltingergasse         | - Franklinstrasse - Liebfrauenschule - Theresianum           | Vienna                    | [ 4 ] [ 5 ]               |
| 2   | 2000 | Colonia                   | - Liebfrauenschule - Stadtgymnasium Porz - Maroltingergasse     | - Liebfrauenschule - Foscarini - Benedetti                   | Colonia                   | [ 6 ]                     |
| 3   | 2001 | Venezia                   | - Liebfrauenschule - Erlgasse - Benedetti                       | - Znojmo Gymnasium - Foscarini - Benedetti                   | Venezia                   |                           |
| 4   | 2002 | Znojmo                    | - Foscarini - BG/BRG - Erlgasse                                 | - Karla Polesného - Ginnasio SPgS - Zuccante                 | Venezia                   |                           |
| 5   | 2003 | Vienna                    | - International School - Maroltingergasse - Franklinstrasse     | - Schaurtestrasse - Kolbe - Karla Polesného                  | Vienna                    |                           |
| 6   | 2004 | Colonia                   | - Collège Joffre - Bundes Gymnasium 16 - Mallinckrodt Gymnasium | - Collège Joffre - Stadtgymnasium Porz - Bundes Gymnasium 16 | Vienna                    | [ 7 ]                     |
| 7   | 2005 | Montpellier               | - Collège Joffre - Foscarini - Collège Joffre                   | - Collège Joffre - Collège Joffre - Bruno                    | Montpellier               | [ 8 ] [ 9 ]               |
| 8   | 2006 | Venezia                   | - Maroltingergasse - Maroltingergasse - Benedetti               | - Benedetti - Foscarini - Veronese                           | Venezia                   | [ 10 ] [ 11 ] [ 12 ]      |
| 9   | 2007 | Znojmo                    | - Maroltingergasse - Karla Polesného - Benedetti                | - Foscarini - Maroltingergasse - Benedetti                   | Venezia                   | [ 13 ]                    |
| 10  | 2008 | Vienna                    | - Maroltingergasse - Stadtgymnasium Porz - Franklinstrasse      | - Foscarini - Maroltingergasse - Bruno                       | Vienna                    | [ 14 ] [ 15 ]             |
| 11  | 2009 | Torino                    | - Vercelli - Copernico - Stadtgymnasium Porz                    | - Galilei Ferraris - Karla Polesného - Alfieri               | Torino                    | [ 16 ] [ 17 ]             |
| 12  | 2010 | Perugia                   | - Tadini - Foscarini - Oedenburgerstrasse                       | - Foscarini - Benedetti -                                    | Venezia                   |                           |
|     | 2011 | Non disputato             | Non disputato                                                   | Non disputato                                                | Non disputato             | Non disputato             |
| 13  | 2012 | Colonia                   | - Herder Gymnasium -                                            | - Stadtgymnasium Porz - Benedetti - Foscarini                | Colonia                   | [ 18 ]                    |
| 14  | 2013 | Venezia                   | - Maroltingergasse - Hagenmuellergasse - Bruno                  | - Veronese - Oedenburgerstrasse - Stadtgymnasium Porz        | Vienna                    | [ 19 ] [ 2 ]              |
| 15  | 2014 | Vienna                    | - Benedetti - Maroltingergasse - Wiedner Gymnasium              | - Bruno - Stadtgymnasium Porz - Foscarini                    | Venezia                   | [ 19 ] [ 20 ] [ 21 ]      |
| 16  | 2015 | Arona                     | - Franklinstrasse - Maroltingergasse - Wiedner Gymnasium        | - Bruno - Benedetti - Liebfrauenschule                       | Venezia                   | [ 19 ] [ 22 ]             |
| 17  | 2016 | Colonia                   | - Benedetti - Maroltingergasse - Liebfrauenschule               | - Benedetti - Bruno - Franklinstrasse                        | Venezia                   | [ 19 ] [ 23 ] [ 3 ]       |
| 18  | 2017 | Chioggia                  | - Maroltingergasse - Wiedner Gymnasium - Liebfrauenschule       | - Marconi - Liebfrauenschule - Benedetti                     | Vienna                    | [ 19 ] [ 24 ] [ 25 ]      |
| 19  | 2018 | Vienna                    | - Maroltingergasse - Bruno - Hagenmuellergasse                  | - Benedetti - Wiedner Gymnasium - Maroltingergasse           | Vienna                    | [ 19 ] [ 26 ]             |
| 20  | 2019 | Arona                     | - Benedetti - Liebfrauenschule - Franklinstrasse                | - Maroltingergasse - Wiedner Gymnasium - Bruno               | Venezia                   | [ 19 ] [ 27 ]             |
|     | 2020 | Non disputato causa Covid | Non disputato causa Covid                                       | Non disputato causa Covid                                    | Non disputato causa Covid | Non disputato causa Covid |
|     | 2021 | Non disputato causa Covid | Non disputato causa Covid                                       | Non disputato causa Covid                                    | Non disputato causa Covid | Non disputato causa Covid |
|     | 2022 | Non disputato causa Covid | Non disputato causa Covid                                       | Non disputato causa Covid                                    | Non disputato causa Covid | Non disputato causa Covid |
| 21  | 2023 | Colonia                   | - Alterlaa - Kundmanngasse - Liebfrauenschule                   | - Liebfrauenschule - Bruno - Franklinstrasse                 | Vienna                    | [ 28 ] [ 29 ]             |
| 22  | 2024 | Venezia                   | - Wiedner Hauptstrasse A - Wienwest - Wiedner Hauptstrasse B    | - Wiedner Hauptstrasse - Bruno - Franklinstrasse             | Vienna                    |                           |
| 23  | 2025 | Vienna                    |                                                                 |                                                              |                           |                           |

## Statistiche

### Città vincitrice
| Città       | Vittorie | Ultima vittoria |
| ----------- | -------- | --------------- |
| Venezia     | 9        | 2019            |
| Vienna      | 9        | 2024            |
| Colonia     | 2        | 2012            |
| Torino      | 1        | 2009            |
| Montpellier | 1        | 2005            |

### Scuole premiate
Ordinato per ori, argenti, bronzi.
|     | Scuola                 | Oro | Argento | Bronzo | Totale |
| --- | ---------------------- | --- | ------- | ------ | ------ |
| 1   | Maroltingergasse       | 7   | 8       | 2      | 17     |
| 2   | Benedetti              | 6   | 3       | 7      | 16     |
| 3   | Foscarini              | 4   | 5       | 2      | 11     |
| 4   | Liebfrauenschule       | 4   | 3       | 4      | 11     |
| 5   | Collège Joffre         | 4   | 1       | 1      | 6      |
| 6   | Bruno                  | 2   | 4       | 4      | 10     |
| 7   | Wiedner Hauptstrasse   | 2   | 0       | 1      | 3      |
| 8   | Stadtgymnasium Porz    | 1   | 4       | 2      | 7      |
| 9   | Karla Polesného        | 1   | 2       | 1      | 4      |
| 10  | Franklinstrasse        | 1   | 1       | 6      | 8      |
| 11  | Hagenmüllergasse       | 1   | 1       | 1      | 3      |
| 12  | Veronese               | 1   | 0       | 1      | 2      |
| 13= | Znojmo Gymnasium       | 1   | 0       | 0      | 1      |
| 13= | International School   | 1   | 0       | 0      | 1      |
| 13= | Schaurtestrasse        | 1   | 0       | 0      | 1      |
| 13= | Herder Gymnasium       | 1   | 0       | 0      | 1      |
| 13= | Vercelli               | 1   | 0       | 0      | 1      |
| 13= | Galilei Ferraris       | 1   | 0       | 0      | 1      |
| 13= | Tadini                 | 1   | 0       | 0      | 1      |
| 13= | Marconi                | 1   | 0       | 0      | 1      |
| 13= | Alterlaa               | 1   | 0       | 0      | 1      |
| 21  | Wiedner Gymnasium      | 0   | 3       | 2      | 5      |
| 22= | Erlgasse               | 0   | 1       | 1      | 2      |
| 22= | Bundes Gymnasium 16    | 0   | 1       | 1      | 2      |
| 22= | Oedenburgerstrasse     | 0   | 1       | 1      | 2      |
| 26= | Wienwest               | 0   | 1       | 0      | 1      |
| 26= | BG/BRG                 | 0   | 1       | 0      | 1      |
| 26= | Copernico              | 0   | 1       | 0      | 1      |
| 26= | Ginnasio SPgS          | 0   | 1       | 0      | 1      |
| 26= | Kolbe                  | 0   | 1       | 0      | 1      |
| 26= | Kundmanngasse          | 0   | 1       | 0      | 1      |
| 32= | Zuccante               | 0   | 0       | 1      | 1      |
| 32= | Alfieri                | 0   | 0       | 1      | 1      |
| 32= | Mallinckrodt Gymnasium | 0   | 0       | 1      | 1      |
| 32= | Theresianum            | 0   | 0       | 1      | 1      |